# Tretter-Schuhe
Tretter-Schuhe ist ein Münchner Schuhhandelsunternehmen mit über 30 Filialen in München und Umland, in Regensburg, Augsburg, Landshut, Straubing und Schierling, einschließlich der Filialen von Thomas- und Bartu-Schuhe.

## Geschichte
Im Jahr 1947 eröffnete Josef Tretter gemeinsam mit seiner Frau Anny sein erstes Schuhhaus in München. Es folgten weitere Filialen, im Jahre 1956 das erste Haus unter der Marke Thomas, benannt nach dem 1953 geborenen Sohn des Firmengründer-Ehepaares. Es folgten weitere Eröffnungen beider Marken – Tretter und Thomas – in und um München.
1988 übernahm die Firma Bartu-Schuhe. Im selben Jahr stieg Thomas Tretter als Prokurist ins Unternehmen und übernahm 1990 die Geschäftsleitung. Die Söhne von Thomas Tretter, Gregor und Luca Tretter, sind seit 2015 Teil der Geschäftsleitung.
2016 schaltete Tretter seinen Online-Shop frei, im gleichen Jahr eröffnete Tretter die 31. Filiale. Aktuell (Stand: Sommer 2020) betreibt Tretter 28 Filialen in München und drei im Umland.